# Капаччо-Паестум
Капаччо-Паестум (італ. Capaccio-Paestum) — муніципалітет в Італії, у регіоні Кампанія, провінція Салерно.
Капаччо-Паестум розташоване на відстані близько 280 км на південний схід від Рима, 85 км на південний схід від Неаполя, 40 км на південний схід від Салерно.
Населення — 22 781 особа (2014).
Щорічний фестиваль відбувається 15 червня. Покровитель — святий Віт.

## Демографія
Населення за роками:

Станом на 1 січня 2023 року в муніципалітеті офіційно проживало 2509 іноземців з 56 країн, серед них 681 громадянин країн Євросоюзу та 230 громадян України.

## Сусідні муніципалітети
- Агрополі
- Альбанелла
- Чичерале
- Еболі
- Джунгано
- Роккадаспіде
- Трентінара